# ابتدائي (مسلسل)
ابتدائي (بالإنجليزية: Elementary)‏ هو مسلسل جريمة ودراما أمريكي يعرض نسخة معاصرة لمغامرات المحقق شرلوك هولمز مستوحى من أعمال السير آرثر كونان دويل. المسلسل من إنشاء روبرت دوهرتي وبطولة جوني لي ميلر بدور شرلوك هولمز ولوسي لو بدور الدكتورة جوان واطسون. الموسم الأول عرض على سي بي إس في سبتمبر، 2012 والموسم الثاني بدء عرضه في أكتوبر، 2013. في 13 مارس 2014، تم تجديد الابتدائية إلى موسم ثالث. المسلسل تجري أحداثه في مدينة نيويورك كما جرى تصويره هناك.

## وصلات خارجية
- الموقع الرسمي
- الإبتدائية على موقع IMDb (الإنجليزية)
- الإبتدائية على موقع ميتاكريتيك (الإنجليزية)
- الإبتدائية على موقع روتن توميتوز (الإنجليزية)
- الإبتدائية على موقع نتفليكس (الإنجليزية)
- الإبتدائية على موقع كينوبويسك (الروسية)
- الإبتدائية على موقع ألو سيني (الفرنسية)
- الإبتدائية على موقع قاعدة بيانات الفيلم (الإنجليزية)